# Vendedor

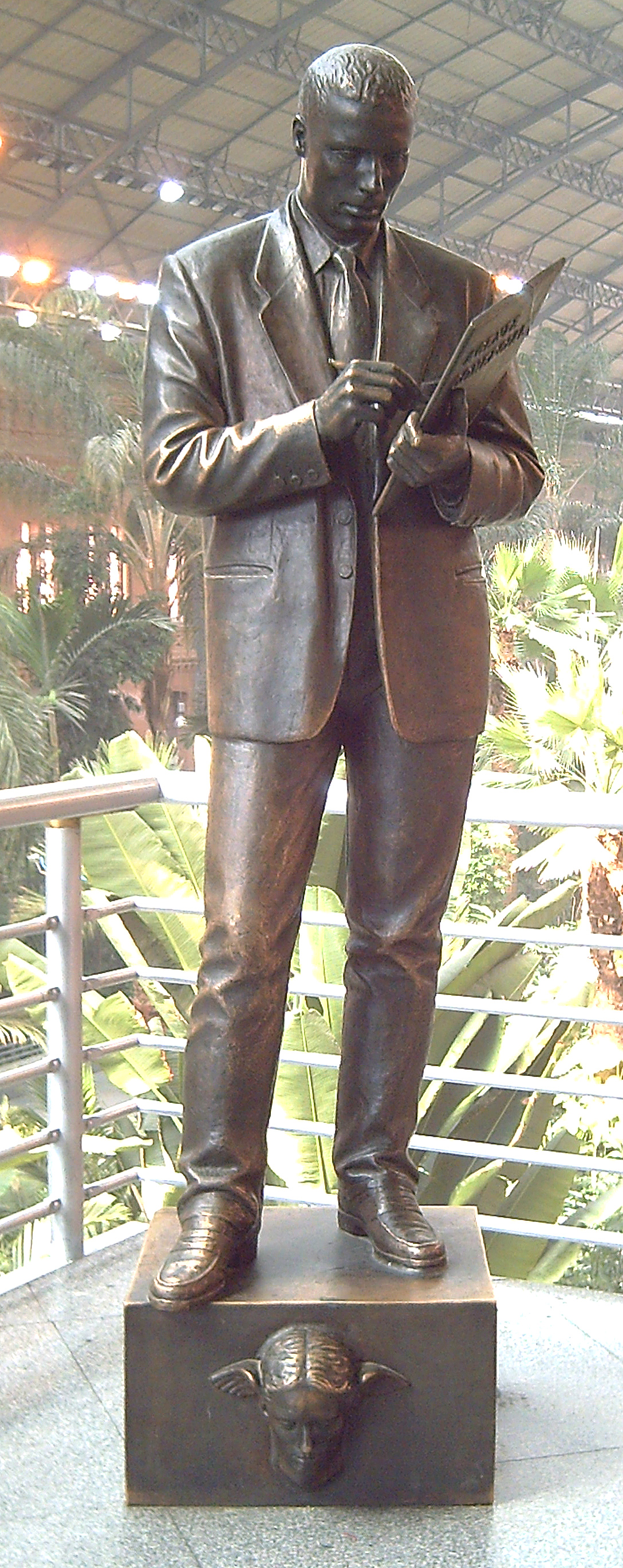
Homenaje al Agente Comercial (F. López, 1998) en la Estación de Atocha, Madrid.

Un vendedor (del latín vendĭtor, -ōris) es aquella persona que tiene encomendada la venta de productos (bienes o servicios) de una empresa para consumo final o entre empresas. Según el sector o la cultura de dicha organización, puede recibir diferentes nombres: agente comercial, representante, ejecutivo de ventas, etc. La persona que vende productos en un comercio también recibe el nombre de dependiente.El vendedor puede pertenecer a la fuerza de venta de una empresa, o ser un vendedor independiente.
La existencia del vendedor se fundamenta en su papel crucial como intermediario entre la empresa y el cliente, actuando como un facilitador de soluciones al entender las necesidades del cliente y ofrecer productos que agreguen valor. Al comunicar los beneficios de los bienes o servicios, el vendedor no solo genera ingresos para la empresa, sino que también crea relaciones a largo plazo, cultivando la lealtad del cliente y representando la marca. Actúa como un punto de contacto directo, el vendedor brinda soporte, asistencia y confianza a los clientes, lo que contribuye a una experiencia positiva y duradera. 
El vendedor personifica a la empresa, es su imagen en el mercado y su conexión más directa con los clientes, desempeñando un papel fundamental en el éxito y la reputación del negocio. 

## Características y habilidades del vendedor
Un vendedor efectivo debe poseer una serie de características clave que le permitan desempeñar su función de manera exitosa. Algunas de estas características incluyen:
1. Habilidades de comunicación: capacidad para comunicarse de manera clara, persuasiva y efectiva, tanto verbalmente como por escrito, para transmitir información sobre productos o servicios y persuadir a los clientes.
2. Orientación al cliente: enfoque en comprender las necesidades, deseos y preocupaciones del cliente, y en ofrecer soluciones que satisfagan esas demandas de manera efectiva.
3. Empatía: capacidad para ponerse en el lugar del cliente, comprender sus emociones y perspectivas, y establecer una conexión genuina que construya confianza y relaciones sólidas.
4. Persistencia: determinación para seguir adelante y perseverar a pesar de los desafíos y las objeciones, manteniendo un enfoque en los resultados y buscando constantemente nuevas oportunidades.
5. Capacidad de negociación: habilidad para negociar términos y condiciones comerciales de manera justa y beneficiosa para ambas partes, identificando áreas de acuerdo y resolviendo conflictos de manera efectiva.
6. Manejo de objeciones: anticipar posibles objeciones del cliente y estar preparado para abordarlas de manera proactiva y convincente. Demostrar cómo el producto puede superar las preocupaciones del cliente y cumplir con sus expectativas.
7. Integridad: actuar con honestidad, ética y transparencia en todas las interacciones con los clientes, manteniendo la confianza y la credibilidad tanto personal como de la empresa.
8. Capacidad de adaptación: flexibilidad para adaptarse a diferentes situaciones y clientes, ajustando el enfoque de venta según las necesidades específicas y las circunstancias cambiantes.
9. Capacidad de aprendizaje: conocer los productos que vende. Mejorar constantemente tus habilidades de venta, participando en capacitaciones, recibiendo retroalimentación y buscando oportunidades de crecimiento profesional.
10. Capacidad de organización: habilidad para administrar de manera efectiva el tiempo, los recursos y las actividades de ventas, priorizando tareas y manteniendo un seguimiento meticuloso de los clientes y las oportunidades de venta.
11. Actitud positiva y tolerancia a la frustración: mantener una actitud optimista, entusiasta y proactiva, que inspire confianza y motivación tanto en los clientes como en los colegas de trabajo.

Estas características son fundamentales para el éxito de un vendedor, ya que le permiten construir relaciones sólidas con los clientes, cerrar ventas exitosas y contribuir al crecimiento y la rentabilidad de la empresa.

## Autoorganización del vendedor
- Establecer metas claras: al comienzo de cada día o semana, el vendedor debe establecer metas específicas y alcanzables. Esto podría incluir un objetivo de ventas, la cantidad de llamadas de seguimiento a realizar o la programación de reuniones con clientes potenciales.
- Gestionar su tiempo de trabajo

1. Priorización de tareas: identificar las tareas más importantes y urgentes y priorizarlas en función de su importancia y el tiempo requerido para completarlas. Esto puede ayudar al vendedor a enfocarse en las actividades que tienen el mayor impacto en sus objetivos de ventas.
2. Crear una agenda: utilizar una agenda o calendario para planificar las actividades diarias y semanales. Esto puede incluir la programación de llamadas en frío, visitas a clientes, reuniones de seguimiento y tiempo dedicado a la prospección de nuevos clientes.
3. Bloques de tiempo: agrupar tareas similares en bloques de tiempo dedicados. Por ejemplo, reservar un bloque de tiempo por la mañana para hacer llamadas de seguimiento y otro bloque de tiempo por la tarde para visitar clientes en persona.
4. Ruta de venta: refiere al itinerario planificado que un vendedor sigue para visitar a sus clientes o prospectos optimizar su tiempo, y aumentando la eficiencia y la productividad del vendedor, ya que le permite maximizar el tiempo y los recursos al priorizar las visitas a los clientes en función de diversos factores, como la ubicación geográfica, la frecuencia de compra, el potencial de venta, entre otros.
5. Tomar descansos programados: incluir descansos cortos y programados durante el día para recargar energías y mantener la concentración. Esto puede ayudar a prevenir el agotamiento y mejorar la productividad en general.

- Delegar tareas no esenciales: identificar tareas que pueden ser delegadas a otros miembros del equipo o automatizadas utilizando herramientas tecnológicas. Esto permite al vendedor centrarse en actividades que requieren su atención personal.
- Revisión y ajuste: al final de cada día o semana, revisar el progreso realizado hacia las metas establecidas y ajustar la planificación según sea necesario para la próxima jornada laboral.

Al implementar estas estrategias de autoorganización, un vendedor puede optimizar su tiempo y esfuerzos, lo que resulta en una mayor eficiencia y éxito en sus actividades de ventas.

## Responsabilidades generales de un vendedor
El desempeño del vendedor es fundamental para el éxito de la empresa, ya que contribuye directamente a la generación de ingresos y al crecimiento del negocio.
1. Identificar oportunidades: reconocer clientes potenciales y oportunidades de venta mediante la prospección y la investigación del mercado.
2. Establecer relaciones: construir relaciones sólidas con los clientes actuales y potenciales, comprendiendo sus necesidades y ofreciendo soluciones que satisfagan sus requerimientos.
3. Conocer el producto: profundo conocimiento de los productos o servicios que se están vendiendo, incluidas sus características, beneficios, aplicaciones y diferenciadores clave.
4. Presentar productos: presentar de manera persuasiva los productos o servicios de la empresa, resaltando sus características y beneficios relevantes para el cliente.
5. Negociar y cerrar ventas: negociar términos y condiciones comerciales, superando objeciones y cerrando acuerdos de venta para alcanzar los objetivos establecidos.
6. Brindar soporte postventa: proporcionar soporte postventa, resolver problemas y garantizar la satisfacción del cliente para fomentar la lealtad y generar ventas repetidas.
7. Actualizar información: mantener registros precisos de las interacciones con los clientes, actualizar la base de datos y proporcionar informes regulares de actividades y resultados de ventas.

### Presentación del producto
Antes de presentar el producto el vendedor se presentará a sí mismo y a la empresa que representa, para luego pasar a la presentación del producto. Esto es un aspecto crucial del proceso de ventas que busca destacar la propuesta de valor: características, beneficios y valor único del producto que se ofrece. Aquí hay algunas pautas para una presentación efectiva:
1. Investigación previa: tratar de conocer aspectos del comprador y consumidor, en caso de ser una empresa el proceso de compra específico, así como las necesidades y preferencias de estos.
2. Personalización: adaptar la presentación a las necesidades y características específicas del cliente. Esto implica destacar los aspectos del producto que son más relevantes y beneficiosos para el cliente en función de su situación particular.
3. Destacar los beneficios: enfatizar los beneficios y ventajas del producto, en lugar de simplemente enumerar sus características. Explicar cómo el producto puede resolver problemas o mejorar la vida del cliente.
4. Demostraciones prácticas: cuando sea posible, proporcionar demostraciones prácticas del producto para mostrar su funcionamiento en acción y permitir que el cliente experimente sus características de primera mano.
5. Uso de ejemplos e historias de éxito: ilustrar los beneficios del producto mediante el uso de ejemplos concretos y casos de éxito de otros clientes que hayan obtenido resultados positivos al utilizar el producto.
6. Fomentar la participación: involucrar al cliente durante la presentación haciendo preguntas, solicitando su opinión y asegurándose de que comprendan completamente el valor del producto.
7. Cerrar con una llamada a la acción: concluir la presentación con una llamada a la acción clara y específica, invitando al cliente a tomar medidas concretas, como realizar una compra, programar una demostración adicional o solicitar más información.

Al seguir estas pautas, el vendedor puede realizar presentaciones efectivas que capturen la atención del cliente, destaquen los beneficios del producto y generen interés en realizar una compra.
Para ayudar a facilitar la tarea de vender, el vendedor hará uso de distintas herramientas de promoción de ventas como ser: muestras, cupones, descuentos, etc.

### Otras tareas que puede realizar
A modo de ejemplo se listan algunas. Pueden ser realizadas por vendedores o algún personal de soporte de ventas de la empresa.
Entre las tareas de un vendedor con cartera fija de clientes, se encuentran:
- Actualizar la información básica de cada cliente, reportando periódicamente su actividad comercial.
- Mantener una buena relación con cada cliente, atendiendo sus requerimientos de información sobre productos o servicios.
- Solucionar dudas, quejas y/o sugerencias de los clientes.

Para mejorar su desempeño y controlar su actividad, el vendedor puede configurar una carpeta específica con:
- Catálogo de los productos o servicios de la empresa, con precios y estadísticas pormenorizadas.
- Catálogo de clientes activos, dados de baja y posibles incorporaciones.
- Catálogo promocional formado por folletos, trípticos, etc.
- Listado de ventas comparativo con el mismo periodo del año anterior y con el objetivo asignado.
- Listado de productos, modelos o referencias comparativo con el mismo periodo del año anterior.
- Listado de plazos en cada cobro, de los impagos, etc.

## Objetivos y remuneración
Los vendedores trabajan generalmente por objetivos anuales que se establecen a finales de año en negociación con su delegado de zona, jefe de ventas o director comercial (según la estructura comercial de la compañía). Los objetivos se suelen individualizar por cliente y distribuir por los doce meses del año. Esto facilita un seguimiento continuado por parte del vendedor. Generalmente, su consecución está ligada a la obtención de bonus o primas anuales.
La remuneración de un vendedor suele estar distribuida en tres partes:
- Sueldo fijo, que es el salario establecido por contrato y se cobra en función de una periodicidad acordada.
- Comisión, que se suele establecer por porcentaje (fijo o variable) sobre las ventas y también se cobra en función de una periodicidad acordada.
- Bonus o extras, que son remuneraciones adicionales al final del año natural o del ejercicio fiscal de la empresa, ligadas a conseguir objetivos pactados previamente. Estos objetivos pueden estar relacionados con la cifra de ventas o con:
  - Reducción del número de reclamaciones y devoluciones de mercancía.
  - Introducción de una cantidad determinada de nuevos productos en el mercado.
  - Captación de un determinado número de nuevos clientes.

## Tipos de vendedor
Existen diferentes enfoques para clasificar a los vendedores según diversos criterios. Algunos tipos comunes de vendedores incluyen:

### Según su grado de relación con laempresa
- Vendedor en plantilla: Está ligado a la empresa por contrato laboral y, por tanto, tiene una relación de exclusividad con la misma.

- Agente libre o freelance: Está ligado a la empresa por contrato mercantil y suele comercializar productos de varias compañías al mismo tiempo. También llamado comisionista, el agente libre solo cobra un porcentaje de comisión en función del valor de las ventas realizadas. No obstante, puede cobrar porcentajes adicionales si realiza otros servicios a la compañía, tales como:
  - Almacenaje y/o transporte de la mercancía por sus propios medios.
  - Seguimiento, gestión e incluso asunción de cantidades impagadas por los clientes.

### Según la naturaleza de la relación con el cliente
- Vendedor interno: trabaja desde las instalaciones de la empresa y se comunica principalmente por teléfono, correo electrónico u otros medios digitales.
- Vendedor externo: sale de la oficina y se reúne directamente con los clientes en sus instalaciones o en otros lugares.

### Según el tipo de producto o servicio vendido
- Vendedor de productos tangibles: se especializa en la venta de bienes físicos, como productos de consumo, equipos industriales o automóviles.
- Vendedor de servicios: se enfoca en la venta de servicios intangibles, como seguros, consultoría, servicios financieros o de tecnología.

### Según el mercado objetivo
- Vendedor B2B (Business to Business): se dedica a la venta de productos o servicios a otras empresas.
- Vendedor B2C (Business to Consumer): vende directamente a consumidores individuales.

### Según la etapa del ciclo de ventas
- Vendedor de puerta fría: contacta a clientes potenciales sin una relación previa para generar interés en el producto o servicio.
- Vendedor de cuenta existente: Se encarga de mantener y desarrollar relaciones con clientes actuales para generar ventas recurrentes.

### Según el método de venta
- Vendedor consultivo: se enfoca en comprender las necesidades del cliente y ofrece soluciones personalizadas para satisfacerlas.
- Vendedor transaccional: se centra en cerrar ventas rápidas y eficientes, sin necesariamente profundizar en las necesidades del cliente.

### Según el canal de ventas
- Vendedor de campo: realiza ventas en persona, visitando a clientes en sus ubicaciones.
- Vendedor en línea: vende productos o servicios a través de plataformas en línea, como sitios web, aplicaciones móviles o redes sociales.

Estos son solo algunos ejemplos de cómo se pueden clasificar a los vendedores según diferentes enfoques. La clasificación exacta puede variar según las necesidades y características específicas de cada empresa o industria.
En definitiva, el vendedor no solo es el encargado de vender productos o servicios, sino que también representa la empresa ante los clientes, personificando sus valores, cultura y calidad. Su actitud, comportamiento y habilidades de comunicación influyen directamente en la impresión que los clientes tienen de la marca. Actuando como un punto de contacto directo, el vendedor brinda soporte, asistencia y confianza a los clientes, lo que contribuye a una experiencia positiva y duradera.

## Historia
La historia de los vendedores se entrelaza con el desarrollo de la civilización humana. Desde los albores de la sociedad, cuando el trueque era la forma predominante de intercambio, hasta la era moderna de la información, el papel del vendedor ha evolucionado de manera significativa, adaptándose a los cambios sociales, tecnológicos y económicos a lo largo del tiempo.
En los inicios de la antigüedad, con la creciente complejidad de las sociedades, surgió la necesidad de especialización y división del trabajo. Fue entonces cuando algunos individuos comenzaron a destacarse como vendedores, actuando como intermediarios entre comunidades y facilitando el intercambio de bienes. Estos primeros vendedores no solo procuraban satisfacer las necesidades de sus propias comunidades, sino que también exploraban oportunidades de comercio con otras civilizaciones, iniciando así un intercambio comercial que se expandiría con el tiempo.
A lo largo de la historia, los vendedores han desempeñado roles diversos, desde comerciantes ambulantes que recorrían vastas distancias en busca de mercancías, hasta vendedores especializados en productos específicos, como ungüentos y remedios durante la antigüedad y la Edad Media con por ejemplo la ruta de la seda. Estos vendedores no solo ofrecían bienes materiales, sino que también transmitían conocimientos y tradiciones culturales a través de sus interacciones comerciales.
La Revolución Industrial marcó un punto de inflexión en la historia de los vendedores, con la emergencia de una nueva clase de vendedores modernos. Estos vendedores, influenciados por los avances tecnológicos y la urbanización, se establecieron en las ciudades y comenzaron a ofrecer una amplia gama de productos fabricados en masa. Con el tiempo, la profesión de vendedor se profesionalizó, y los vendedores se dedicaron a conocer a fondo las necesidades y preferencias de sus clientes para brindarles un servicio personalizado y satisfactorio.
La llegada de la era de la información revolucionó aún más la profesión de vendedor. Con el acceso generalizado a la información, los vendedores se vieron obligados a adoptar nuevas estrategias centradas en el cliente y en la personalización de la experiencia de compra. En este nuevo paradigma, el cliente se convirtió en el centro de atención, y los vendedores tuvieron que adaptarse rápidamente para mantenerse relevantes en un mercado cada vez más competitivo.